# Moto BM
Moto BM aus Rastignano bei Bologna (Italien) war ein kleiner italienischer Fahrzeughersteller, der bis 1988 produzierte. In Deutschland wurden die Fahrzeuge unter dem Markennamen Tornax und werden immer noch als Kosmos vertrieben.

## Modelle

### Mofas und Kleinkrafträder
Das M 1 ist ein Mofa klassischer Bauweise mit einem unter dem Rahmen verbauten Zweitaktmotor mit einem luftgekühlten, liegenden Einzylinder. Das Mofa kann durch die für ein Mofa verhältnismäßig kleinen Räder, den hohen Lenker und die Sattelstütze mit wenigen Handgriffen kompakt transportiert werden und passte so auch in viele damals übliche Kofferräume von Pkw, zum Beispiel mit Stufenheck.
Die KS 50 ist ein 50er-Kleinkraftrad.

### Leichtkrafträder
Die Motoren der Leichtkrafträder waren keine Eigenentwicklungen, sondern wurden (wie in der Branche üblich) von Motorenherstellern zugekauft, die sich auf kleine Zweitaktmotoren spezialisiert haben, hier Antriebe von Motori Franco Morini aus Bologna. Die stehenden, luftgekühlten Einzylindermotoren entsprechen  der klassischen Bauweise. Die Getriebe sind als 6-Gang-Schaltgetriebe mit einer, gegenüber der damals typischen Ziehkeilschaltung, als edler angesehenen Klauenschaltung ausgeführt. Die Modelle haben eine lange Sitzbank und eine Zulassung für zwei Personen.
Die TS 80 ist ein sportlich designtes 80er-Leichtkraftrad für die Straße. Ausgestattet ist es mit einer Telegabel, Cockpitverkleidung, Scheibenbremse an der Vorderachse, Trommelbremse an der Hinterachse und einem Heckgepäckträger. Die Sitzhöhe beträgt 80 cm, das Leergewicht 85 kg. Das Modell war in Deutschland unter dem Markennamen Tornax erhältlich und ist es auch heute noch unter dem Markennamen Kosmos. Es wird in drei verschiedenen Versionen angeboten, als gedrosselte 80-km/h-Version (Leichtkraftrad) und auch mit einer Höchstgeschwindigkeit von 110 km/h. Die Leistung beträgt 6 kW oder straßenzugelassen bis zu 11 kW (15 PS) bei 11.000/min mit einem größeren Vergaser.
Mit der RX 80 wurde eine 80er-Enduro auf den Markt gebracht, die dem damals üblichen Teil der Modellpalette dieser Hersteller entsprach. Der Motor leistet 11 kW (15 PS) bei 8.000/min. Die Speichenräder an Vorder- und Hinterachse sind mit wartungsarmen Trommelbremsen ausgerüstet. Das Leergewicht beträgt 82 kg, die Sitzhöhe 89 cm. Sie war in Deutschland unter dem Markennamen Tornax erhältlich und ist auch heute noch unter dem Namen Kosmos KSR 125 E, wahlweise mit einer Höchstgeschwindigkeit von 80 oder 100 km/h, zu erwerben.

### Weitere Modelle
- E 4
- E 6